# Provin
Provin ist eine französische Gemeinde mit 4456 Einwohnern (Stand: 1. Januar 2022) im Département Nord in der Region Hauts-de-France. Die Gemeinde liegt im Arrondissement Lille und ist Teil des Kantons Annœullin. Die Einwohner heißen Provinois.

## Geografie
Provin liegt in der Landschaft Carembault. An der nordwestlichen Gemeindegrenze fließt die kanalisierte Deûle entlang. Umgeben wird Provin von den Nachbargemeinden Annœullin im Norden und Osten, Carvin im Südosten, Meurchin im Süden und Südwesten sowie Bauvin im Westen.

## Bevölkerungsentwicklung
| 1962 | 1968 | 1975 | 1982 | 1990 | 1999 | 2006 | 2011 |
| ---- | ---- | ---- | ---- | ---- | ---- | ---- | ---- |
| 2448 | 2738 | 3030 | 3491 | 3499 | 3678 | 3882 | 4155 |

## Sehenswürdigkeiten
- Kirche Saint-Martin
- Britischer Soldatenfriedhof des Ersten Weltkriegs

Siehe auch: Liste der Monuments historiques in Provin